# Planococcus citri

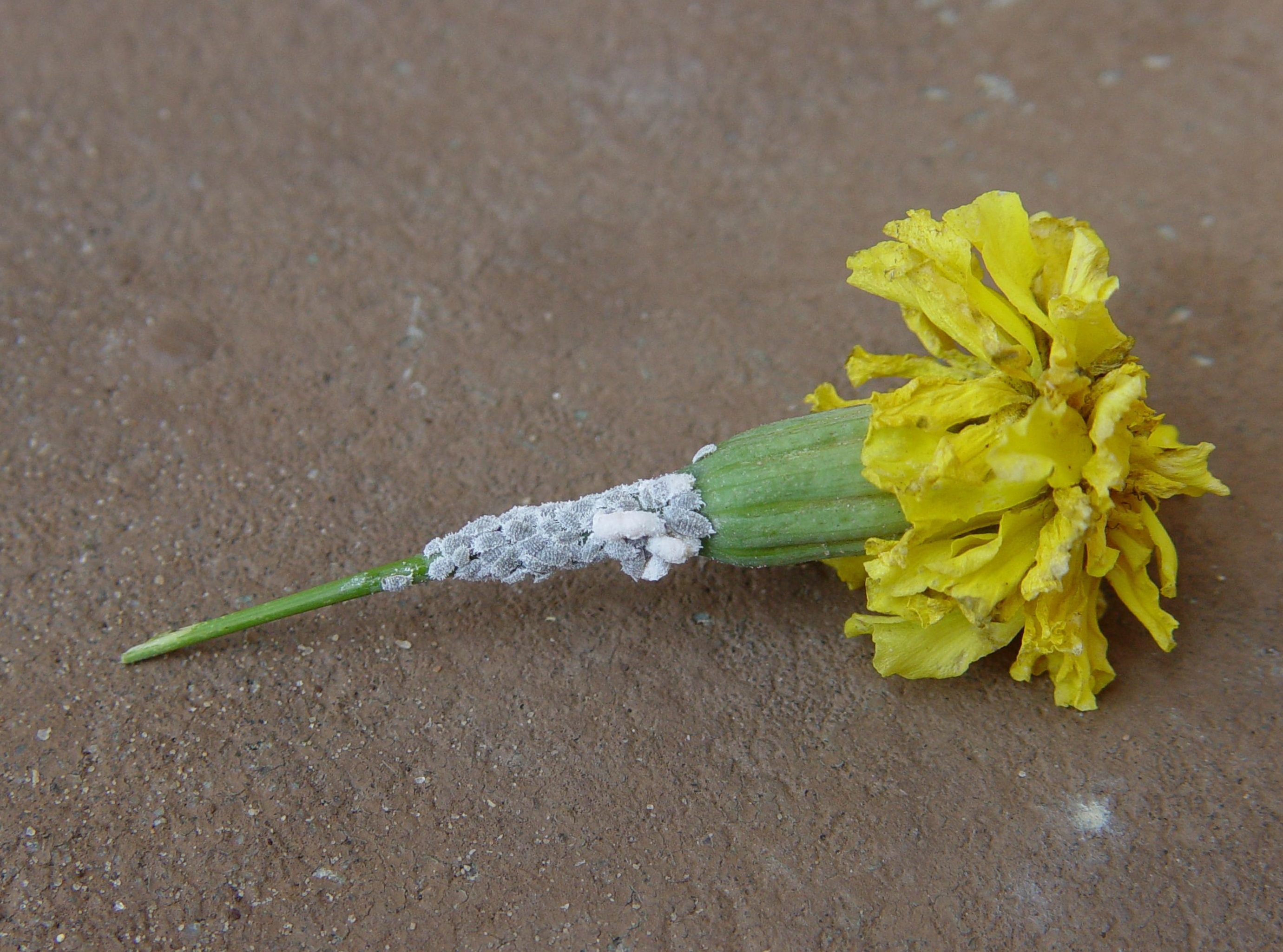
Infestação de P. citri numa flor do género Tagetes.

Planococcus citri Risso, 1813 é uma cochonilha da família Pseudococcidae que quando afecta a videira dá origem à doença conhecida por algodão ou cochonilha-algodão. A espécie é nativa da Ásia, mas foi introduzida na generalidade das regiões temperadas e subtropicais da Europa, das Américas e da Oceânia, onde é uma praga agrícola, particularmente em pomares de citrinos, embora ataque numerosas plantas ornamentais e plantas silvestres.

## Descrição
A cochonilhas da família Pseudococcidae apresentam marcado dimorfismo sexual, com fêmeas e machos apresentando marcadas diferenças morfológicas e funcionais.
A fêmea adulta não tem asas e assemelha-se a uma ninfa. Mede cerca de 3 mm de comprimento, tem coloração corporal esbranquiçada, acastanhada, ou rosada, com uma estreita faixa longitudinal acinzentada no dorso. O corpo é recoberto por uma camada cerosa esbranquiçada que se prolonga em filamentos esbranquiçados que se projectam para os lados do corpo, dando à espécie o característico aspecto de "algodão". As pernas e antenas são castanhas.
O macho adulto é ligeiramente maior, com longos filamentos ceroso na parte posterior do corpo e asas funcionais. Em voo o macho assemelha-se a um minúsculo díptero.
As fêmeas depositam massas de ovos sobre os caules juvenis das plantas que lhes servem de alimento, em ovissacos cobertos por camadas de finos filamentos cerosos que lhes dão o aspecto de pequenos tufos de algodão. Cada ovissaco pode conter até 20 ovos de coloração amarela brilhante rosada, ou âmbar, cada um deles com cerca de 0,3 mm de diâmetro.
O primeiro ínstar é uma ninfa rastejante, móvel, activa e gregária, de coloração amarelada, olhos avermelhados e revestimento ceroso. A ninfa feminina assemelha-se à fêmea adulta, mas a ninfa masculina é mais longa e estreita. À medida que se desenvolvem, a ninfa feminina atravessa mais ínstares que a masculina, mas a masculina atravessa um estádio pré-pupal. Antes de atingir o estádio de pupa, o macho segrega um casulo com aspecto de algodão, o que a fêmea não faz.
As espécies P. citri e P. ficus são morfologicamente muito similares, ocorrem nas mesmas regiões e nas mesmas culturas, sendo apenas distinguíveis pela configuração dos poros e ductos tubulares da fêmea. Esta semelhança pode causar problemas em agricultura, especialmente quando se pretenda utilizar métodos de luta biológica para controlar as populações de cochonilhas, razão pela qual é recomendado o uso de análise molecular para confirmar a identificação da espécie antes de seleccionar o parasitoide a utilizar.
Planococcus citri foi inicialmente descrita em 1813 pelo naturalista Antoine Risso a partir de espécimes da região do Mediterrâneo. A espécie pertence ao género Planococcus de cochonilhas da família Pseudococcidae. O grupo está actualmente integrado na  superfamília Coccoidea (insectos-escama ou cochonilhas) da  ordem Hemiptera.

## Biologia
A longevidade do adulto depende da temperatura, mas enquanto as fêmeas podem viver no estado adulto durante várias semanas, os machos vivem menos de três dias nesse estado. Durante esse período, o macho não se alimenta, voando com seu único par de asas na procura de fêmeas. A fêmea passa sua mais longa vida vida adulta alimentando-se e produzindo ovos. A maioria dos outros aspectos do ciclo de vida dependem também da temperatura, incluindo a mortalidade de ovos, a mortalidade das ninfas, o ritmo de crescimento e maturação, o rácio sexual, a fecundidade e a duração do período de postura de ovos.
Durante o acasalamento, P. citri é conhecido por se envolver em coito triplo, durante o qual uma fêmea pode copular com dois machos ao mesmo tempo, e um terceiro macho pode, pelo menos, fazer tentativas para se juntar ao processo. Os machos passar um ou dois dias da sua vida adulta no processo de acasalamento, e foram observados a alcançar a cópula com até 23 fêmeas, com uma média de cerca de nove fêmeas.
Geralmente ocorrem várias gerações por ano. A cochonilha no seu estádio adulto é mais comum na primavera e no verão, com a densidade das suas populações a flutuar de acordo com a temperatura do ar e a disponibilidade de plantas hospedeiras. O pico da abundância é observado no início do verão nos pomares de citrinos da Flórida. As populações de P. citri que infestam plantas mantidas em condições constantes de temperatura e humidade em estufas reproduzem-se de forma constante durante todo o ano.
Todas as espécies cochonilha investigada até agora apresentam endossimbiontes: bactérias simbióticas que vivem dentro dos seus corpos e sintetizam compostos úteis, entre os quais aminoácidos, que o insecto pode utilizar.
A maioria das cochonilhas examinados continham o betaproteobacterium Tremblaya princeps (Candidatus Tremblaya princeps). Outros taxa bacterianas foram também recentemente encontrados em cochonilhas.
Neste aspecto, a cochonilha P. citri não é excepção e apresenta endossimbiose dupla, já que a variedade residente de  T. princeps contém os seus próprios endossimbiontes, o gammaproteobacterium Moranella endobia (Candidatus Moranella endobia). Este arranjo em forma de "matryoshka", com uma bactéria anichada no interior de uma bactéria que vive dentro de um insecto, tem sido comparado com a estrutura de uma célula. A espécie T. princeps quase não tem funções metabólicas, excepto para a produção de aminoácidos, tendo perdido os genes para a maioria das outras funções vitais. A espécie depende de M. endobia para a produção de energia, e é mesmo incapaz de se reproduzir sem a presença daquele simbionte. T. princeps atraiu a atenção da comunidade científica quando a análise genética revelou que a espécie tem o menor genoma de qualquer bactéria estudada até agora. Em 139 kbp tem apenas cerca de 120 genes, o que ajuda a explicar por que não pode funcionar sem o endossimbionte.

## Impactes metodologias de controlo
P. citri pode infestar e sobreviver em praticamente todas as espécies de plantas com flor (angiospérmicas). Apesar disso, para efeitos agronómicos é considerada essencialmente uma praga dos citrinos, com preferência pela toranjeira, embora tenha já sido assinalada em plantas de cerca de 70 famílias distintas.
Entre as plantas com interesse agronómico, afecta fruteiras, vegetais e outras culturas utilizadas para fins alimentares, incluindo o ananás, anona, coco, melão, inhame, figo, morango, batata-doce, manga, banana, abacate, tâmara, goiaba, romã, pera, maçã, beringela, cacau e soja.
Também infesta espécies cultivadas para fins ornamentais, incluindo plantas utilizadas para decoração interior, e tem ocorrência comum em estufas. Foi encontrado em espécimes de Amaryllis, Begonia, Bougainvillea, Canna, Cyclamen, Impatiens, Narcissus, Nicotiana, cactos, coleus, crótons, juncos, dálias, eufórbias, gardénias, rosas e tulipas.
As ninfas e as fêmeas adultas alimentam-se sugando seiva com as suas mandíbulas perfurantes. A perfuração e remoção de seiva causa danos na planta, levando a murchidão e clorose das folhas, queda das folhas e atrofia do crescimento. Nas infestações mais graves, por vezes causa a morte da planta.
A fruta proveniente de plantas afectadas, como acontece com frequência com laranjas, apresenta a superfície com protuberâncias e a casca descolorida nas porções em que o insecto se alimentou, podendo em muitos casos cair da árvore precocemente. Os insectos que sejam embalados com frutos colhidos continuam a alimentar-se, causando mais perdas durante o transporte.
Esta cochonilha segrega melada, que recobre as folhas e frutos e provoca o crescimento de fumaginas. A fumagina é uma camada de fungos que, para além de poder reduzir severamente a capacidade das folhas para executar a fotossíntese, torno os frutos afectados não comercializáveis.
A espécie P. citri também é um importante vector na disseminação de vírus das plantas (fitovírus).
Em agricultura e horticultura, as populações de P. citri podem ser controladas com recurso a técnicas culturais, controlo biológico e utilização de pesticidas químicos. No que respeita ao controlo em citrinos e outras fruteiras, manter as árvores do pomar podadas de modo que as ramagens de diferentes árvores não se toquem pode ajudar a retardar a propagação. Também a limpeza de equipamento de maneio da exploração e de outros objectos utilizados no campo pode ajudar a prevenir o transporte entre árvores. Conhecem-se poucos insecticidas eficazes no controlo de cochonilhas, porque estes insectos se escondem em fissuras do ritidoma e evitam a pulverização e porque as camadas de cerosas que os revestem resistem a alguns dos produtos químicos utilizados. Também a presença de gerações sobrepostas contribui para dificultar o controle completo.
A espécie tem uma grande variedade de inimigos naturais: uma investigação conduzida no Egipto identificou 12 espécies de vespas parasitoides que predam P. citri. Esse mesmo trabalho também regista 9 espécies insectos predadores de P. citri, incluindo joaninhas e outros escaravelhos, espécies de Cecidomyiidae e uma espécie de Chrysopidae.
Entre os agentes de controlo biológico conhecidos inclui-se um conjunto de vespas parasitoides que atacam as ninfas, entre as quais Leptomastidea abnormis, Leptomastix dactylopii, Chrysoplatycerus splendens e Anagyrus pseudococci. Entre os predadores que podem ser utilizados contam-se as espécies Sympherobius barberi, Chrysopa lateralis e as larvas de várias espécies de Syrphidae e da espécie Laetilia coccidivora. Várias espécies de Coccinellidae e a espécie Cryptolaemus montrouzieri atacam rapidamente populações de P. citri.
Outro opção de controlo é a utilização de armadilhas adesivas contendo feromona sexual da espécie para capturar os mechos e evitar a fecundação. Aquela feromona foi isolada e sintetizada, estando disponível para fins comerciais.